# Донохью, Питер (пианист)
Питер Донохью (англ. Peter Donohoe; род. 18 июня 1953 года, Манчестер) — британский пианист.
Окончил Королевский Северный колледж музыки у Дерека Уиндема, затем занимался у Ивонн Лорио и Оливье Мессиана. Начал концертировать в 1974 году, однако в фокус внимания специалистов и публики попал только после того, как в 1982 году разделил вторую премию на VII Международном конкурсе имени Чайковского (первая премия не была присуждена).
Многолетнее сотрудничество связывает Донохью с Бирмингемским симфоническим оркестром, в котором он в юности начинал работать в группе ударных. С этим коллективом под управлением Саймона Рэттла Донохью, в частности, записал три фортепианных концерта Белы Бартока. В 2002 г. Рэттл пригласил Донохью для участия в своём инаугурационном концерте в качестве главного дирижёра Берлинского филармонического оркестра. Среди других заметных записей Донохью — концерт № 2 П. И. Чайковского (за который пианист был удостоен премии журнала «Gramophone»), четыре концерта Анри Шарля Литольфа (для знаменитой серии «Романтический фортепианный концерт» студии Hyperion Records), Соната Ференца Листа, произведения Артура Блисса и Майкла Типпета.
Выступает и в качестве дирижёра. В 1987 году основал свой симфонический оркестр, стал приглашённым дирижёром нескольких камерных оркестров (Московский камерный оркестр, Шотландский камерный оркестр, Австралийский камерный оркестр и Голландский Лимбург симфонический оркестр).
В начале 1990-х возглавлял Бирмингемское музыкальное сообщество современной музыки; в 1991—1995 гг. — художественный руководитель фестиваля искусств Solihull.
Вице-президент Консерватории Бирмингема.

## Награды
- Командор ордена Британской империи (2010).